# Scoulton Mere
Scoulton Mere är en sjö i Storbritannien.   Den ligger i grevskapet Norfolk och riksdelen England, i den sydöstra delen av landet, 140 km nordost om huvudstaden London. Scoulton Mere ligger 53 meter över havet.